# Dario Rossi
Dario Rossi (Alatri, 14 novembre 1972) è un allenatore di calcio ed ex calciatore italiano, di ruolo difensore.

## Carriera

### Giocatore
Ha giocato in serie A con la Roma e in B con Lecce, Modena e Ternana in serie C2 Stagione 2005-2006 con la Cavese e successivamente in Serie C1 con la SPAL, Pisa e Pescara. Chiude la carriera alla Cavese nel 2008.

### Allenatore
La sua carriera di allenatore inizia nella stagione 2008-2009 alla Cavese in cui ricopre il ruolo di allenatore in seconda. L'anno seguente ricopre ancora il ruolo di seconda alla Juve Stabia allenata da Massimo Rastelli  seguendolo nei successivi anni al Brindisi, al Portogruaro, all'Avellino, al Cagliari, alla Cremonese, alla SPAL, al Pordenone e nuovamente all'Avellino.

## Palmarès

### Giocatore

#### Competizioni nazionali
- Coppa Italia: 1

Roma: 1990-1991
- Coppa Italia Serie C: 1

Pisa: 1999-2000
- Serie C2: 1

Frosinone: 2003-2004
Cavese: 2005-2006
- Supercoppa di Lega Serie C2: 1

Cavese: 2006